# Parella
Parella (piemontesisch Parela) ist eine italienische Gemeinde in der Metropolitanstadt Turin (TO), Region Piemont.

## Lage und Einwohner
Parella liegt rund 50 km nördlich von Turin. Das Gemeindegebiet umfasst eine Fläche von 2 km² und hat 419 Einwohner (Stand 31. Dezember 2023).
Die Nachbargemeinden sind Castellamonte, Lugnacco, Loranzè, Colleretto Giacosa, Quagliuzzo und San Martino Canavese.

## Geschichte

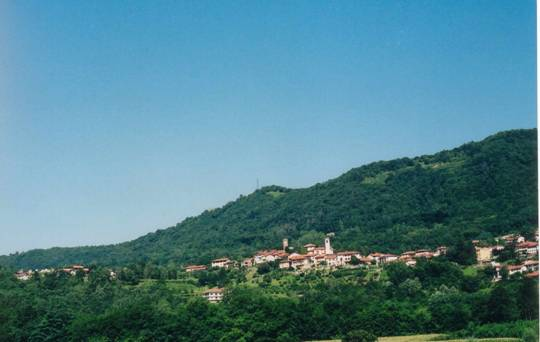
Panorama

Das älteste bekannte Dokument, in dem der Name Parella erwähnt wird, stammt aus dem Jahr 1001, aber die Gegend war schon früher besiedelt.